# Wiktor Wladimirowitsch Chrjapa
Wiktor Wladimirowitsch Chrjapa (russisch Виктор Владимирович Хряпа, * 3. August 1982 in Kiew, Ukrainische SSR) ist ein russischer Basketballspieler. Der 2,06 m große Small Forward spielt seit dem Frühjahr 2008 für den PBK ZSKA Moskau in der russischen PBL und in der EuroLeague. Seit der Weltmeisterschaft 2002 ist der Stammspieler der russischen Nationalmannschaft.

## Vereinskarriere
Chrjapa begann seine Laufbahn 1999 bei der zweiten Mannschaft des BK Chimki in der Superliga B, 1999–2002 spielte er für Awtodor Saratow dann in der höchsten Spielklasse. Wegen seiner Spielweise als Klone von Kirilenko bezeichnet wurde, wurde der russische Rekordmeister ZSKA Moskau auf ihn aufmerksam. Nach zwei erfolgreichen Spielzeiten in Moskau wurden die Teams der NBA auf ihn aufmerksam; er wurde 2004 von New Jersey Nets gedraftet, aber noch vor der Saison an die Portland Trail Blazers weitergegeben. Bei den Blazers kam er in zwei Jahren recht oft auch als Starter zum Einsatz, wurde aber zur Saison 2006/07 zu den Chicago Bulls getradet. Wo er aber kaum zum Einsatz kam, so dass er Anfang 2008 zum Auflösung seiner Vertrages bat und zurück in die heimische Liga zum ZSKA ging.
Mit ZSKA gewann er in den Folgejahren mehrmals die russische Meisterschaft und die VTB United League. Als größte Erfolge auf der europäischen Ebene stehen der Gewinn der Euroleague 2008 und zwei weitere Finalteilnahmen 2009 und 2012.

## Nationalmannschaft
Nach einigen erfolglosen Jahren bei internationalen Meisterschaften gewann Chjapa mit dem Nationalteam die Basketball-Europameisterschaft 2007 in Spanien. Nachdem er bei der EM 2009 nicht zum Kader gehört hatte, wurde er bei der Basketball-Europameisterschaft 2011 Bronzemedaillengewinner. Chrjapa nahm an den Olympischen Spielen 2008 und den Olympischen Spielen 2012 teil. In London wurde Chrjapa Bronzemedaillengewinner.

## Erfolge und Auszeichnungen

### Verein
- Sieger EuroLeague: 2008
- russischer Meister (8×): 2003, 2004, 2008–2013
- russischer Pokalsieger: 2010
- Sieger VTB United League (4×): 2010, 2012–2015
- MVP der Play-Off in der PBL 2010
- Bester Verteidiger der EuroLeague 2010
- All-Euroleague First-Team 2010
- Bester russischer Spieler der VTB United League 2013
- All-Euroleague Second-Team 2013, 2014

### Nationalmannschaft
- Sieger Europameisterschaft 2007
- Bronze Europameisterschaft 2011
- Bronze Olympische Spiele 2012